# Vriesea longistaminea
Vriesea longistaminea är en gräsväxtart som beskrevs av C.C.Paula och Elton Martinez Carvalho Leme. Vriesea longistaminea ingår i släktet Vriesea och familjen Bromeliaceae. Inga underarter finns listade i Catalogue of Life.